# علی‌اکبر کلانتری
علی‌اکبر کلانتری (زاده سال ۱۳۴۱ ارسنجان) روحانی شیعه و یکی از نمایندگان استان فارس در دوره پنجم و دوره ششم مجلس خبرگان است. او در انتخابات سال ۱۳۹۴ مجلس خبرگان، با کسب ۵۵۵٬۹۳۹ رای از مجموع ۲٬۱۵۱٬۸۴۷ رای، برابر با ۲۵٫۸۴٪ آرا، در استان فارس، در جایگاه پنجم وارد مجلس خبرگان شد. کلانتری عضو هیئت علمی الهیات دانشگاه شیراز است. وی هم‌اکنون ریاست دانشکده الهیات را برعهده دارد.